# Fagundes (ort)
Fagundes är en ort i Brasilien.   Den ligger i kommunen Fagundes och delstaten Paraíba, i den östra delen av landet, 1 600 km nordost om huvudstaden Brasília. Fagundes ligger 468 meter över havet och antalet invånare är 5 137.
Terrängen runt Fagundes är kuperad västerut, men österut är den platt. Fagundes ligger uppe på en höjd. Runt Fagundes är det ganska glesbefolkat, med 43 invånare per kvadratkilometer.. Närmaste större samhälle är Campina Grande, 18,1 km nordväst om Fagundes.
Omgivningarna runt Fagundes är huvudsakligen savann.